# Zrkovci
Zrkovci is een plaats in Slovenië en maakt deel uit van de gemeente Maribor in de NUTS-3-regio Podravska. De plaats telde 728 inwoners op 1 januari 2020.